# Elizabeth Neal
Pour les articles homonymes, voir Neal.
Elizabeth Neal est une joueuse de hockey sur gazon britannique. Elle évolue au poste de défenseure / milieu de terrain à Loughborough Students et avec les équipes nationales anglaise et britannique.

## Biographie
Elizabeth est née le 8 octobre 1998 en Angleterre.

## Carrière
Elle a fait ses débuts le 8 février 2019 contre la Nouvelle-Zélande avec l'équipe première britannique à Auckland lors de la Ligue professionnelle 2019.